# جون هربرت (متزلج جماعي)
جون هربرت (بالإنجليزية: John Herbert)‏ هو متزلج جماعي بريطاني، ولد في 20 أبريل 1962 في نوتنغهام في المملكة المتحدة.

## وصلات خارجية
- جون هربرت على موقع الاتحاد الدولي لألعاب القوى (الإنجليزية)
- جون هربرت على موقع اللجنة الأولمبية الدولية (الإنجليزية)
- جون هربرت على موقع أوليمبيديا (الإنجليزية)
- جون هربرت على موقع اللجنة الأولمبية البريطانية (الإنجليزية)